# レンプクソウ科
レンプクソウ科（レンプクソウか、Adoxaceae）は双子葉植物綱マツムシソウ目の植物の科で、クロンキスト体系以前には小さい多年草であるレンプクソウ Adoxa moschatellina 一種のみからなっていた。しかしAPG植物分類体系ではガマズミ属 Viburnumとニワトコ属 Sambucus （これまでスイカズラ科とされていた、ほとんどが木本）も含み、3属、150ないし200種を擁する。
レンプクソウは日本を含むユーラシアの温帯から寒帯にかけて分布する。春先に花弁が4列したものが中央に1輪花弁が5裂したものがその周囲に4輪固まって咲くため、日本では連福草（れんぷくそう）という名前が付けられているが、ラテン語のAdoxaは「何の取り柄もない」という意味である。